# Horst Hörnlein
Horst Hörnlein (Möhrenbach, 31 mei 1945) is een voormalig Oost-Duits rodelaar. 
Hörnlein won samen met Rolf Fuchs de bronzen medaille in het dubbel tijdens de wereldkampioenschappen 1965. Hörnlein nam deel aan de Olympische Winterspelen 1968 in het Franse Grenoble, individueel eindigde hij als zevende en samen met Reinhard Bredow als zevende in het dubbel.
Hörnlein won samen met Bredow tussen 1969 en 1971 drie medailles op de wereldkampioenschappen. Tijdens de Olympische Winterspelen 1972 won Hörnlein samen met Bredow de gouden in het dubbel, deze medaille moesten zij wel delen met de Italianen Paul Hildgartner en Walter Plaikner. Een jaar later werden Hörnlein en Bredow wereldkampioen in het dubbel.

## Resultaten

### Wereldkampioenschappen
| Jaar | Plaats    | Resultaat |
| ---- | --------- | --------- |
| 1965 | Davos     | dubbel    |
| 1969 | Königssee | dubbel    |
| 1970 | Königssee | dubbel    |
| 1971 | Olang     | dubbel    |
| 1973 | Oberhof   | dubbel    |

### Olympische Winterspelen
| Jaar | Plaats   | Resultaat                |
| ---- | -------- | ------------------------ |
| 1968 | Grenoble | 7e individueel 5e dubbel |
| 1972 | Sapporo  | dubbel                   |

1964: Josef Feistmantl / Manfred Stengl ·
1968: Klaus-Michael Bonsack / Thomas Köhler ·
1972: Paul Hildgartner / Walter Plaikner & Horst Hörnlein / Reinhard Bredow ·
1976: Hans Rinn / Norbert Hahn ·
1980: Hans Rinn / Norbert Hahn ·
1984: Hans Stanggassinger / Franz Wembacher ·
1988: Jörg Hoffmann / Jochen Pietzsch ·
1992: Stefan Krauße / Jan Behrendt ·
1994: Kurt Brugger / Wilfried Huber ·
1998: Stefan Krauße / Jan Behrendt ·
2002: Patric Leitner / Alexander Resch ·
2006: Andreas Linger / Wolfgang Linger ·
2010: Andreas Linger / Wolfgang Linger ·
2014: Tobias Wendl / Tobias Arlt ·
2018: Tobias Wendl / Tobias Arlt ·
2022: Tobias Wendl / Tobias Arlt